# Розенталь Соломон Конрадович
Соломон Конрадович Розенталь (Шлойме Розенталь; 10 липня 1890, Вільно — 18 листопада 1955, Мінськ, БРСР) — білоруський і російський медик, доктор медичних наук (1937), професор, шахіст, майстер спорту (1934).
З 1918 року працював медиком. У 1921—1931 рр. — в Мінську. Перший чемпіон Білорусі з шахів. Перемагав в 1924 і 25-х рр. У 1928 році він зайняв 4-е місце, поступившись Костянтину Вигодчікову, Абраму Моделю і Владиславу Силичу на четвертому чемпіонаті Білорусі з шахів.
З 1931 жив у Ленінграді. У 1935 році позбавлений звання майстра спорту. Після 1936 не брав участі в офіційних шахових змаганнях.
С. К. Розенталь — автор понад 80 наукових праць у галузі дерматології. У 1942 р, будучи евакуйованим із Ленінграда, став першим завідувачем кафедри дерматовенерології Красноярської державної медичної академії. У 1930-40-х рр. разом з учнями розробили так звану «рідину Розенталя» — засіб для лікування ран, жирної себореї і алопеції. З 1949 р С. К. Розенталь працював над застосуванням люмінесцентного аналізу в дерматології і в інших областях медицини. Один з творців апаратури для раннього люмінесцентного розпізнавання мікроспорії (1949), розробив флуоресцентну методику визначення адреналіну у водних розчинах і в крові (1950).

## Спортивні досягнення
| Рік  | Місто     | Турнір                                                       | + | - | = | Результат  | Місце |
| ---- | --------- | ------------------------------------------------------------ | - | - | - | ---------- | ----- |
| 1910 | Гамбурґ   | Побічний турнір                                              |   |   |   |            | 6-7   |
| 1911 | Петербург | Всеросійський турнір любителів                               |   |   |   |            | 4-5   |
| 1912 | Бреславль | Побічний турнір                                              |   |   |   |            | 2-3   |
| 1924 | Мінськ    | Чемпіонат Білорусі                                           | 9 | 0 | 2 | 10 з 11    | 1     |
| 1924 | Москва    | Третій чемпіонат СРСР                                        | 2 | 9 | 6 | 5 з 17     | 15    |
| 1925 | Мінськ    | Чемпіонат Білорусі                                           | 8 | 1 | 2 | 9 з 11     | 1     |
| 1928 | Мінськ    | Чемпіонат Білорусі                                           |   |   |   |            | 4     |
| 1929 | Одеса     | 6-й чемпіонат СРСР (чвертьфінальний турнір, група № 4)       | 3 | 2 | 3 | 4.1/2 з 8  | 5     |
| 1933 | Ленінград | Турнір найсильніших шахістів I категорії                     |   |   |   |            | 1-2   |
| 1934 | Ленінград | Додатковий матч з І. В. Зеком (на звання майстра)            |   |   |   | 7-3        |       |
|      | Ленінград | Турнір ленінградських майстрів                               |   |   |   | 5 1/2 з 13 | 9-10  |
| 1935 | Ленінград | Турнір 12-ти (А. А. Лілієнталь і 11 ленінградських шахістів) |   |   |   | 5 1/2 з 11 | 7-8   |
| 1936 | Москва    | Першість ВЦРПС                                               |   |   |   |            | вибув |